# Sakura Gakuin
Sakura Gakuin (さくら学院, lit. "Academia da Flor de Cerejeira"), também conhecido como SaGaku (さ学), é um grupo idol japonês formado em abril de 2010 pela agência de talentos Amuse sob o conceito de um "grupo limitado ao período de crescimento" (成長期限定！！ユニット, Seichō-ki gentei!! Yunitto). O grupo emprega um sistema de troca de formação com integrantes sendo transferidas e graduando. Como o grupo consiste de garotas cursando até o ensino secundário, quando uma integrante gradua da escola secundária ela também "gradua" do Sakura Gakuin (i.e. deixa o grupo). A líder do grupo também muda anualmente, e é chamada de "Presidente do Conselho Estudantil". Os fãs de Sakura Gakuin são chamados "Fukei", que significa "pais". Sua atual formação conta com doze garotas.

## História

### 2010

Logotipo oficial do grupo.

O grupo foi formado em abril de 2010 pela agência de talentos Amuse, consistente de oito integrantes: Ayami Muto (Presidente do Conselho Estudantil), Ayaka Miyoshi, Airi Matsui, Suzuka Nakamoto, Raura Iida, Marina Horiuchi, Nene Sugisaki e Hinata Sato. Em agosto, Yui Mizuno e Moa Kikuchi foram transferidas ao grupo. Ainda em agosto, o grupo participou do Tokyo Idol Festival 2010, no ano de estreia do festival. Em outubro, seu primeiro subgrupo, Twinklestars, consistente de sete garotas, foi formado. Em novembro, Twinklestars lançou seu single de estreia, "Dear Mr.Socrates", limitado à venda em eventos ao vivo e online. Em 28 de novembro, Sakura Gakuin realizou seu primeiro evento ao vivo, intitulado Sakura Gakuin Festival☆2010, onde os subgrupos Babymetal, Minipati, Sleepiece e Scoopers foram formados. Em 12 de dezembro, o grupo lançou seu single major de estreia, "Yume ni Mukatte / Hello ! Ivy".

### 2011
Seu álbum de estreia, Sakura Gakuin 2010 Nendo ~message~, havia sido definido para ser lançado em 23 de março, porém foi adiado para 27 de abril devido ao Grande Terremoto do Leste do Japão. Em julho, duas novas integrantes, Hana Taguchi e Rinon Isono, foram transferidas ao grupo. Em 6 de julho, Twinklestars lançou um novo single, intitulado "Please! Please! Please!". Em agosto, o grupo participou do Tokyo Idol Festival 2011, se apresentando no festival pelo segundo ano consecutivo. Em 13 de outubro, Sakura Gakuin iniciou uma série de comerciais de Wi-Fi, intitulada Hikari no Tenshi (光の天使, lit. "Anjo de Luz"), vestidas de anjo, juntamente de vídeos promocionais para um canal no YouTube. Em 23 de novembro, Sakura Gakuin lançou o single "Friends", distribuido limitadamente em eventos ao vivo. Ainda em novembro, seu segundo single, "Verishuvi", foi lançado pela Universal J. A canção foi apresentada ao vivo pela primeira vez exatamente um mês após o anúncio de seu lançamento, dia 23 de novembro.

### 2012
Em 8 de janeiro, o primeiro programa televisivo regular do grupo, Sakura Gakuin Sun!, começou a ser transmitido pela Tokyo MX. O terceiro single do grupo, "Tabidachi no Hi ni", foi lançado em 15 de fevereiro. Em 23 de março seu segundo álbum, Sakura Gakuin 2011 Nendo ~Friends~, foi lançado. No fim do ano escolar japonês em março de 2012, as três integrantes mais velhas do grupo, Ayami Muto, Ayaka Miyoshi e Airi Matsui graduaram do grupo. Em maio, três novas integrantes, Yunano Notsu, Saki Ooga e Mariri Sugimoto, foram transferidas ao grupo, fazendo sua formação voltar aos doze integrantes novamente. Suzuka Nakamoto tornou-se a nova Presidente do Conselho Estudantil, enquanto Marina Horiuchi e Raura Iida tornaram-se, ambas, vice-presidentes. Em 6 de junho, o grupo lançou seu primeiro DVD, Sakura Gakuin First Live & Documentary 2010 to 2011 ~Smile~, contando com seu primeiro concerto major realizado em 25 de março de 2012 no Nihonbashi Mitsui Hall, e a cerimônia de graduação para Ayami Muto, Ayaka Miyoshi e Airi Matsui juntamente com um documentário. Em agosto, o Tokyo Idol Festival submeteu os horários para os dois dias de festival (dias 4 e 5), sendo informado que um novo subgrupo do Sakura Gakuin estaria realizando um concerto no Palco Sky no dia 4. No dia seguinte, Sakura Gakuin publicou informações sobre o subgrupo em sua página oficial; o novo subgrupo seria um Clube de Tênis, consistindo de quatro integrantes (Nene Sugisaki, Marina Horiuchi, Hana Taguchi e Yunano Notsu) e se chamaria Pastel Wind. No mês seguinte, foi anunciado um outro subgrupo, o Clube de Ciências Kagaku Kyumei Kiko Logica?. Em 21 de novembro, Kagaku Kyumei Kiko Logica? lançou seu single de estreia, "Science Girl Silence Boy". Em 9 de setembro, o quarto single do grupo, "Wonderful Journey" foi lançado.

### 2013
Em 9 de janeiro, Babymetal lançou seu single major de estreia, "Ijime, Dame, Zettai". Em 27 de fevereiro, Sakura Gakuin lançou simultaneamente seu quinto single, "My Graduation Toss", e seu segundo DVD, Sakura Gakuin Sun! -Matome-. Seu terceiro álbum, Sakura Gakuin 2012 Nendo ~My Generation~, foi lançado em 13 de março. O grupo realizou o concerto de graduação The Road to Graduation Final ~Sakura Gakuin 2012 Nendo Sotsugyo~ para as integrantes Suzuka Nakamoto e Mariri Sugimoto, que graduou prematuramente para focar em sua carreira de modelo, no Fórum Internacional de Tóquio em 31 de março. Antes da graduação de Suzuka Nakamoto do grupo, em fevereiro foi anunciado que, mesmo após sua graduação, o subgrupo Babymetal não iria se dissolver e continuaria suas atividades de forma independente. Em maio, duas novas integrantes, Saki Shirai e Aiko Yamaide, foram transferidas ao grupo, enquanto Marina Horiuchi tornou-se a nova Presidente do Conselho Estudantil. Em julho, Sakura Gakuin lançou seu terceiro DVD, The Road to Graduation Final ~Sakura Gakuin 2012 Nendo Sotsugyo~, que inclui seu concerto major anual realizado em 31 de março de 2013 no Fórum Internacional de Tóquio, e a cerimônia de graduação de Suzuka Nakamoto e Mariri Sugimoto. Em outubro, Sakura Gakuin lançou seu sexto single, "Ganbare!!", que alcançou a sexta posição na parada semanal da Oricon.

### 2014
Em 12 de fevereiro, Sakura Gakuin lançou simultaneamente seu sétimo single, "Jump Up ~Chiisana Yuki~", e seu quarto DVD, Sakura Gakuin Festival 2013 -Live Edition-, que inclui o Sakura Gakuin Festival☆2013, realizado em 2 de novembro de 2013 no Shinagawa Stellar Ball. Em 12 de março, seu quarto álbum, Sakura Gakuin 2013 Nendo ~Kizuna~, foi lançado. O concerto de graduação The Road to Graduation Final ~Sakura Gakuin 2013 Nendo Sotsugyo~ foi realizado em março no Salão Público de Shibuya onde Marina Horiuchi, Raura Iida, Nene Sugisaki e Hinata Sato graduaram do grupo. Em 5 de maio, duas novas integrantes, Sara Kurashima e Megumi Okada, foram transferidas ao grupo, e Moa Kikuchi tornou-se a nova Presidente do Conselho Estudantil. Também em maio, o grupo lançou seu primeiro álbum de grandes êxitos, Hokago Anthology from Sakura Gakuin, compilando canções passadas de seus subgrupos (o grupo lançou o álbum sob o nome Sakura Gakuin Bukatsudo (さくら学院部活動), que significa literalmente "Atividades dos Clubes de Sakura Gakuin"). Em julho, Sakura Gakuin lançou seu quinto DVD, Sakura Gakuin The Road to Graduation 2013 ~Kizuna~, que inclui dois concertos de graduação realizados em 28 de março de 2014 no Shibuya-AX e em 30 de março de 2014 no Salão Público de Shibuya, para as integrantes Marina Horiuchi, Raura Iida, Nene Sugisaki, e Hinata Sato. Em 3 de agosto, o grupo apresentou-se no Tokyo Idol Festival, porém Moa Kikuchi e Yui Mizuno não estiveram presentes por conta de suas atividades com Babymetal como ato de abertura para a turnê de Lady Gaga, Artrave: The Artpop Ball. Para sustentá-lo, Marina Horiuchi e Raura Iida, que haviam graduado em março do mesmo ano, apresentaram-se com o grupo como integrantes de apoio. Em 27 e 28 de setembro, Sakura Gakuin realizou dois concertos, onde dois novos subgrupos foram formados; o Clube de Fãs de Luta, consistente de Hana Taguchi e Rinon Isono, e o Clube de Compras, consistente de Yunano Notsu e Saki Shirai; além do retorno de Twinklestars à ativa, com sua formação consistente de Yui Mizuno, Moa Kikuchi, Yunano Notsu, Sara Kurashima e Aiko Yamaide. Em 22 de outubro, Sakura Gakuin lançou seu primeiro DVD single, "Heart no Hoshi", que alcançou a quarta posição na parada diária de DVDs da Oricon (e a terceira entre os DVDs musicais).

### 2015
Em 4 de março, o grupo lançou seu segundo DVD single, intitulado "Aogeba Totoshi ~from Sakura Gakuin 2014~", um cover da tradicional canção de graduação japonesa "Aogeba Totoshi", alcançando o 3° lugar na parada diária da Oricon e em 4° em sua parada semanal. Além disso, lançou seu quinto álbum de estúdio, Sakura Gakuin 2014 Nendo ~Kimi ni Todoke~, em 25 de março, estreando em 12° na parada diária da Oricon.
Em 29 de março, foi realizado o concerto anual de graduação, The Road to Graduation 2014 Final ~Sakura Gakuin 2014 Nendo Sotsugyo~, onde as integrantes Moa Kikuchi, Yui Mizuno, Hana Taguchi e Yunano Notsu deixaram o grupo.
Mais tarde, em 6 de maio, foi realizado o concerto anual de transferências, onde seis novas integrantes, Mirena Kurosawa, Momoko Okazaki, Maya Aso, Marin Hidaka, Kano Fujihira e Soyoka Yoshida, integraram o grupo, além de Rinon Isono ser nomeada como Presidente do Conselho Estudantil de 2015.

## Integrantes

### Atuais
| Ano                         | Nome           | Nome       | Nome          | Data de nascimento / idade        | Local de origem | Subgrupos     | Ano de transferência | Notas |
| Ano                         | Romanização    | Kanji      | Hiragana      | Data de nascimento / idade        | Local de origem | Subgrupos     | Ano de transferência | Notas |
| --------------------------- | -------------- | ---------- | ------------- | --------------------------------- | --------------- | ------------- | -------------------- | ----- |
| 3º ano do ensino secundário | Kokona Nonaka  | 野中ここな | のなか ここな | 28 de janeiro de 2006 (19 anos)   | Nagasaki        | —             | 2018                 | —     |
| 3º ano do ensino secundário | Sana Shiratori | 白鳥沙南   | しらとり さな | 20 de junho de 2005 (19 anos)     | Kumamoto        | —             | 2018                 | —     |
| 2º ano do ensino secundário | Miku Tanaka    | 田中美空   | たなか みく   | 18 de junho de 2006 (18 anos)     | Oita            | —             | 2017                 | —     |
| 2º ano do ensino secundário | Miki Yagi      | 八木美樹   | やぎ みき     | 11 de dezembro de 2006 (18 anos)  | Osaka           | —             | 2017                 | —     |
| 2º ano do ensino secundário | Miko Todaka    | 戸高美湖   | とだか みこ   | 14 de agosto de 2006 (18 anos)    | Hiroshima       | —             | 2019                 | —     |
| 2º ano do ensino secundário | Neo Sato       | 佐藤愛桜   | さとう ねお   | 01 de dezembro de 2006 (18 anos)  | Saga            | —             | 2019                 | —     |
| 1º ano do ensino secundário | Yume Nozaki    | 野崎結愛   | のざき ゆめ   | 15 de novembro de 2007 (17 anos)  | Aichi           | - Trico Dolls | 2018                 | —     |
| 6º ano do ensino primário   | Sakia Kimura   | 木村咲愛   | きむら さきあ | 20 de fevereiro de 2009 (16 anos) | Tóquio          | —             | 2019                 | —     |

### Graduadas
| Nome            | Nome       | Nome            | Data de nascimento / idade        | Local de origem | Subgrupos                                                                        | Ano de transferência | Data de graduação    | Notas                                                                                        |
| Romanização     | Kanji      | Hiragana        | Data de nascimento / idade        | Local de origem | Subgrupos                                                                        | Ano de transferência | Data de graduação    | Notas                                                                                        |
| --------------- | ---------- | --------------- | --------------------------------- | --------------- | -------------------------------------------------------------------------------- | -------------------- | -------------------- | -------------------------------------------------------------------------------------------- |
| Ayami Muto      | 武藤彩未   | むとう あやみ   | 29 de abril de 1996 (28 anos)     | Ibaraki         | - Twinklestars                                                                   | 2010                 | 25 de março de 2012  | - Presidente do Conselho Estudantil de 2010 e 2011 - Ex-integrante do Karen Girl's           |
| Ayaka Miyoshi   | 三吉彩花   | みよし あやか   | 18 de junho de 1996 (28 anos)     | Saitama         | - Scoopers                                                                       | 2010                 | 25 de março de 2012  | —                                                                                            |
| Airi Matsui     | 松井愛莉   | まつい あいり   | 26 de dezembro de 1996 (28 anos)  | Fukushima       | - Scoopers                                                                       | 2010                 | 25 de março de 2012  | —                                                                                            |
| Suzuka Nakamoto | 中元すず香 | なかもと すずか | 20 de dezembro de 1997 (27 anos)  | Hiroshima       | - Babymetal                                                                      | 2010                 | 31 de março de 2013  | - Presidente do Conselho Estudantil de 2012 - Ex-integrante do Karen Girl's                  |
| Mariri Sugimoto | 杉本愛莉鈴 | すぎもと まりり | 4 de agosto de 2000 (24 anos)     | Hiroshima       | —                                                                                | 2012                 | 31 de março de 2013  | —                                                                                            |
| Marina Horiuchi | 堀内まり菜 | ほりうち まりな | 29 de abril de 1998 (26 anos)     | Tóquio          | - Twinklestars - Minipati - Sleepiece - Pastel Wind - Kagaku Kyumei Kiko Logica? | 2010                 | 30 de março de 2014  | - Vice-presidente do Conselho Estudantil de 2012 - Presidente do Conselho Estudantil de 2013 |
| Raura Iida      | 飯田來麗   | いいだ らうら   | 9 de abril de 1998 (26 anos)      | Tóquio          | - Twinklestars - Minipati - Sleepiece                                            | 2010                 | 30 de março de 2014  | - Vice-presidente do Conselho Estudantil de 2012 - Presidente de Performance de 2013         |
| Nene Sugisaki   | 杉﨑寧々   | すぎさき ねね   | 8 de maio de 1998 (26 anos)       | Ibaraki         | - Twinklestars - Minipati - Sleepiece - Pastel Wind                              | 2010                 | 30 de março de 2014  | - Presidente de Conferência de 2013                                                          |
| Hinata Sato     | 佐藤日向   | さとう ひなた   | 23 de dezembro de 1998 (26 anos)  | Kanagawa        | - Twinklestars - Kagaku Kyumei Kiko Logica?                                      | 2010                 | 30 de março de 2014  | - Presidente de Ânimo de 2013                                                                |
| Moa Kikuchi     | 菊地最愛   | きくち もあ     | 4 de julho de 1999 (25 anos)      | Aichi           | - Twinklestars - Babymetal - Minipati                                            | 2010                 | 29 de março de 2015  | - Presidente do Conselho Estudantil de 2014                                                  |
| Yui Mizuno      | 水野由結   | みずの ゆい     | 20 de junho de 1999 (25 anos)     | Kanagawa        | - Twinklestars - Babymetal - Minipati                                            | 2010                 | 29 de março de 2015  | - Presidente de Produção de 2014                                                             |
| Hana Taguchi    | 田口華     | たぐち はな     | 4 de março de 2000 (25 anos)      | Nagano          | - Minipati - Pastel Wind - Clube de Fãs de Luta                                  | 2011                 | 29 de março de 2015  | - Presidente de Ânimo de 2014                                                                |
| Yunano Notsu    | 野津友那乃 | のつ ゆなの     | 14 de dezembro de 1999 (25 anos)  | Tóquio          | - Pastel Wind - Clube de Compras - Twinklestars                                  | 2012                 | 29 de março de 2015  | - Presidente de Conferência de 2014                                                          |
| Rinon Isono     | 磯野莉音   | いその りのん   | 16 de novembro de 2000 (24 anos)  | Kanagawa        | - Kagaku Kyumei Kiko Logica? - Clube de Fãs de Luta                              | 2011                 | 27 de março de 2016  | - Presidente do Conselho Estudantil de 2015                                                  |
| Saki Ooga       | 大賀咲希   | おおが さき     | 11 de abril de 2000 (24 anos)     | Tóquio          | - Pastel Wind - Sleepiece                                                        | 2012                 | 27 de março de 2016  | - Presidente de Educação de 2015                                                             |
| Saki Shirai     | 白井沙樹   | しらい さき     | 28 de setembro de 2000 (24 anos)  | Niigata         | - Clube de Compras                                                               | 2013                 | 27 de março de 2016  | - Presidente de Conferência de 2015                                                          |
| Sara Kurashima  | 倉島颯良   | くらしま さら   | 24 de fevereiro de 2002 (23 anos) | Ibaraki         | - Twinklestars - Kagaku Kyumei Kiko Logica?                                      | 2014                 | 25 de março de 2017  | - Presidente do Conselho Estudantil de 2016                                                  |
| Mirena Kurosawa | 黒澤美澪奈 | くろさわ みれな | 22 de maio de 2001 (23 anos)      | Tóquio          | - Sleepiece                                                                      | 2015                 | 25 de março de 2017  | - Presidente de MC de 2016                                                                   |
| Aiko Yamaide    | 山出愛子   | やまいで あいこ | 1 de dezembro de 2002 (22 anos)   | Kagoshima       | - Twinklestars - Minipati                                                        | 2013                 | 24 de março de 2018  | - Vice-presidente do Conselho Estudantil de 2016 - Presidente do Conselho Estudantil de 2017 |
| Megumi Okada    | 岡田愛     | おかだ めぐみ   | 4 de abril de 2002 (22 anos)      | Aichi           | - Kagaku Kyumei Kiko Logica?                                                     | 2014                 | 24 de março de 2018  | - Presidente de Conferência de 2017                                                          |
| Momoko Okazaki  | 岡崎百々子 | おかざき ももこ | 3 de março de 2003 (22 anos)      | Kanagawa        | - Minipati - Kagaku Kyumei Kiko Logica?                                          | 2015                 | 24 de março de 2018  | - Presidente de Esforço de 2017                                                              |
| Maaya Asou      | 麻生真彩   | あそう まあや   | 4 de novembro de 2003 (21 anos)   | Kanagawa        | - Sleepiece                                                                      | 2015                 | 30 de março de 2019  | - Presidente de Educação de 2017 - Presidente de Conferência de 2018                         |
| Marin Hidaka    | 日髙麻鈴   | ひだか まりん   | 1 de dezembro de 2003 (21 anos)   | Kanagawa        | - Minipati                                                                       | 2015                 | 30 de março de 2019  | - Presidente de Avanço de 2018                                                               |
| Yuzumi Shintani | 新谷ゆづみ | しんたに ゆづみ | 20 de julho de 2003 (21 anos)     | Wakayama        | - Trico Dolls                                                                    | 2016                 | 30 de março de 2019  | - Presidente do Conselho Estudantil de 2018                                                  |
| Kano Fujihira   | 藤平華乃   | ふじひら かの   | 28 de agosto de 2004 (20 anos)    | Chiba           | - Sleepiece                                                                      | 2015                 | 30 de agosto de 2020 | - Presidente de Performance de 2018 - Presidente do Conselho Estudantil de 2019              |
| Soyoka Yoshida  | 吉田爽葉香 | よしだ そよか   | 14 de junho de 2004 (20 anos)     | Osaka           | - Clube de Compras                                                               | 2015                 | 30 de agosto de 2020 | - Presidente de Educação de 2018 - Presidente de Esforço de 2019                             |
| Tsugumi Aritomo | 有友緒心   | ありとも つぐみ | 7 de setembro de 2004 (20 anos)   | Chiba           | - Clube de Compras                                                               | 2016                 | 30 de agosto de 2020 | - Presidente de Avanço de 2019                                                               |
| Momoe Mori      | 森萌々穂   | もり ももえ     | 8 de dezembro de 2004 (20 anos)   | Tóquio          | - Trico Dolls                                                                    | 2016                 | 30 de agosto de 2020 | - Presidente de Conferência de 2019                                                          |

## Subgrupos
| Clube                                                    | Nome do grupo                                            | Período em atividade | Integrantes |
| -------------------------------------------------------- | -------------------------------------------------------- | -------------------- | --- |
| Clube do Bastão (バトン部, Baton-bu)                     | Twinklestars (ティンクルスターズ)                        | 2010-2012 2014-2015  | Segunda formação: - Yui Mizuno (graduada) - Moa Kikuchi (graduada) - Yunano Notsu (graduada) - Sara Kurashima (graduada) - Aiko Yamaide (graduada) Formação original: - Ayami Muto (graduada) - Raura Iida (graduada) - Marina Horiuchi (graduada) - Nene Sugisaki (graduada) - Hinata Sato (graduada) - Yui Mizuno (graduada) - Moa Kikuchi (graduada)                                                               |
| Clube de Música Pesada (重音部, Jūon-bu)                 | Babymetal (ベビーメタル)                                 | 2010-atualmente      | - Su-metal (Suzuka Nakamoto) (graduada) - Yuimetal (Yui Mizuno) (graduada) - Moametal (Moa Kikuchi) (graduada) |
| Clube de Culinária (クッキング部, Kukkingu-bu)           | Minipati (ミニパティ)                                    | 2009-2018            | Terceira formação: - Aiko Yamaide; cor: Rosa (graduada) - Momoko Okazaki; cor: Amarelo (graduada) - Marin Hidaka; cor: Verde (graduada) Segunda formação: - Hana Taguchi; cor: Rosa (graduada) - Yui Mizuno; cor: Amarelo (graduada) - Moa Kikuchi; cor: Verde (graduada) Formação original: - Raura Iida; cor: Rosa (graduada) - Marina Horiuchi; cor: Amarelo (graduada) - Nene Sugisaki; cor: Verde (graduada)     |
| Clube de Volta para Casa (帰宅部, Kitaku-bu)             | Sleepiece (スリーピース)                                 | 2010-2017            | Terceira formação: - Maaya Asō; cor: Rosa (graduada) - Kano Fujihira; cor: Amarelo (graduada) - Mirena Kurosawa; cor: Verde (graduada) Segunda formação: - Maaya Asō; cor: Rosa (graduada) - Saki Ooga; cor: Amarelo (graduada) - Mirena Kurosawa; cor: Aquamarine (graduada) Formação original: - Raura Iida; cor: Rosa (graduada) - Marina Horiuchi; cor: Amarelo (graduada) - Nene Sugisaki; cor: Verde (graduada) |
| Clube do Jornal (新聞部, Shinbun-bu)                     | Scoopers (スクーパーズ)                                  | 2010-2012            | - Ayaka Miyoshi (graduada) - Airi Matsui (graduada) |
| Clube de Tênis (テニス部, Tenisu-bu)                     | Pastel Wind (パステルウィンド)                           | 2012-2014            | - Nene Sugisaki (graduada) - Marina Horiuchi (graduada) - Saki Ooga (graduada) - Hana Taguchi (graduada) - Yunano Notsu (graduada) |
| Clube de Ciências (科学部, Kagaku-bu)                    | Kagaku Kyumei Kiko Logica? (科学究明機構ロヂカ?)         | 2012-2017            | Terceira formação (Ver.2.0): - Sara Kurashima (graduada) - Megumi Okada (graduada) - Momoko Okazaki (graduada) Segunda formação (Ver.1.2): - RiNon (Rinon Isono) (graduada) - SaRA (Sara Kurashima) (graduada) - Mg3 (Megumi Okada) (graduada) Formação original (Ver.1.0): - MaRi7 (Marina Horiuchi) (graduada) - Hi7TA (Hinata Sato) (graduada) - RiNon (Rinon Isono) (graduada)                                    |
| Clube de Fãs de Luta (プロレス同好会, Puroresu Dōkō-kai) | Clube de Fãs de Luta (プロレス同好会, Puroresu Dōkō-kai) | 2014-2015            | - Hana Taguchi (graduada) - Rinon Isono (graduada) |
| Clube de Compras (購買部, Kōbaibu)                       | Clube de Compras (購買部, Kōbaibu)                       | 2014-atualmente      | Terceira formação: - Soyoka Yoshida (graduada) - Tsugumi Aritomo (graduada) Segunda formação: - Soyoka Yoshida (graduada) - Saki Shirai (graduada) Formação original: - Yunano Notsu (graduada) - Saki Shirai (graduada) |
| Clube de Arte (美術部, Bijutsu-bu)                       | Art Performance Unit "Trico Dolls"                       | 2018                 | - Momoe Mori (graduada) - Yuzumi Shintani (graduada) - Yume Nozaki |

## Discografia
Álbuns de estúdio
- Sakura Gakuin 2010 Nendo ~message~ (2011)
- Sakura Gakuin 2011 Nendo ~Friends~ (2012)
- Sakura Gakuin 2012 Nendo ~My Generation~ (2013)
- Sakura Gakuin 2013 Nendo ~Kizuna~ (2014)
- Sakura Gakuin 2014 Nendo ~Kimi ni Todoke~ (2015)
- Sakura Gakuin 2015 Nendo ~Kirameki no Kakera~ (2016)
- Sakura Gakuin 2016 Nendo ~Yakusoku~ (2017)
- Sakura Gakuin 2017 Nendo ~My Road~ (2018)
- Sakura Gakuin 2018 Nendo ~Life Iro Asenai Hibi~ (2019)
- Sakura Gakuin 2019 Nendo ~Story~ (2020)

Álbuns de vídeo
- Sakura Gakuin First Live & Documentary 2010 to 2011 ~Smile~ (2012)
- Sakura Gakuin Sun! -Matome- (2013)
- The Road to Graduation Final ~Sakura Gakuin 2012 Nendo Sotsugyo~ (2013)
- Sakura Gakuin Festival 2013 -Live Edition- (2014)
- Sakura Gakuin The Road to Graduation 2013 ~Kizuna~ (2014)
- The Road to Graduation 2014 ~Kimi ni Todoke~ (2015)
- The Road to Graduation 2015 ~Kirameki no Kakera~ (2016)
- The Road to Graduation 2016 ~Yakusoku~ (2017)
- Sakura Gakuin Festival 2017 (2018)
- The Road to Graduation 2017 ~My Road~ (2018)
- Sakura Gakuin Festival 2018 (2019)
- The Road to Graduation 2018 ~Life Iro Asenai Hibi~ (2019)
- Sakura Gakuin Festival 2019 (2020)

Álbuns de grandes êxitos
- Hokago Anthology from Sakura Gakuin (2014)

## Publicações

### Photobooks
- Sakura Gakuin: Ayami Muto, Ayaka Miyoshi, Airi Matsui 2012/03 Sotsugyo (さくら学院 武藤彩未 三吉彩花 松井愛莉 2012年 3月 卒業) — Publicado em 30 de março de 2012 pela editora Kindaieigasha (ISBN 978-4764823563)[58]
- Sakura Gakuin: Suzuka Nakamoto 2013/03 Sotsugyo (さくら学院 中元すず香 2013年 3月 卒業) — Publicado em 1 de abril de 2013 pela editora Kindaieigasha (ISBN 978-4764823730)[59]
- Sakura Gakuin: Marina Horiuchi, Raura Iida, Nene Sugisaki, Hinata Sato 2014/03 Sotsugyo (さくら学院 堀内まり菜 飯田來麗 杉﨑寧々 佐藤日向 2014年3月 卒業) — Publicado em 7 de abril de 2014 pela editora Kindaieigasha (ISBN 978-4764823983)[60]
- Sakura Gakuin: Moa Kikuchi, Yui Mizuno, Hana Taguchi, Yunano Notsu 2015/03 Sotsugyo (さくら学院 菊地最愛 水野由結 田口華 野津友那乃 2015年3月 卒業) — Publicado em 4 de abril de 2015 pela editora Kindaieigasha (ISBN 978-4764824133)[61]